# Абдул Кадір аль-Бадрі
Абдул Кадір аль-Бадрі (араб. عبد_القادر_البدري; нар. 1921 — пом. 2003) — лівійський політик, прем'єр-міністр Лівії з 2 липня по 25 жовтня 1967 року.

## Біографія
Належав до берберського племені «карфаген»-муджахід. Народився неподалік від міста Біар, приблизно в 62 км на схід від Бенгазі. Батько Абдули помер, коли його мати була вагітна ним. Отримав початкову освіту в релігійних школах і на початку свого життя займався сільським господарством і торгівлею. Він був обраний депутатом Палати представників уряду Барка в 1950 році. У 1952 році став членом Палати представників від округу Аб'єр.
Він став першим міністром сільського господарства в уряді Абдула Маджіда Кубара (вересень — жовтень 1960 року). Він також очолював міністерство економіки і охорони здоров'я в уряді Мугаммеда Османа Саїда (жовтень 1960 року — жовтень 1961) та промисловості в уряді Гуссейна Мазіка (березень — жовтень 1965 року) і став першим міністром з питань житлового господарства і державної власності в тому ж уряді (жовтень 1965 року — квітень 1967 року).
З 2 липня по 25 жовтня 1967 року був прем'єр-міністром Королівства Лівія. Підтримував заборону експорту нафти до Великої Британії та США, оскільки ті підтримували Ізраїль у війні проти арабських країн 1967 року.
Помер 2003 року.